# Фатіма Ель Алламі
Фатіма Ель Алламі (нар. 26 березня 1989, Мекнес) — колишня марокканська тенісистка.
Найвищу одиночну позицію світового рейтингу — 433 місце досягла 1 листопада 2010, парну — 420 місце — 20 липня 2009 року.
Здобула 3 одиночні та 12 парних титулів туру ITF.

## Фінали ITF
| Турніри $100,000 |
| Турніри $75,000  |
| Турніри $50,000  |
| Турніри $25,000  |
| Турніри $10,000  |

### Одиночний розряд: 8 (3–5)
| Результат | Ранг | Дата            | Турнір               | Покриття | Суперниця          | Рахунок            |
| --------- | ---- | --------------- | -------------------- | -------- | ------------------ | ------------------ |
| Перемога  | 1.   | 27 серпня 2008  | Ла-Марса, Туніс      | Ґрунт    | Давінія Лоббінґер  | 7–6(7–0), 6–2      |
| Поразка   | 1.   | 6 жовтня 2008   | Ешпіню, Португалія   | Ґрунт    | Катержина Ванькова | 2–6, 3–6           |
| Перемога  | 2.   | 21 вересня 2009 | Ешпіню, Португалія   | Ґрунт    | Еліксан Лекемія    | 6–3, 6–2           |
| Поразка   | 2.   | 17 липня 2010   | Касабланка, Марокко  | Ґрунт    | Martina Balogová   | 5–7, 7–6(7–4), 4–6 |
| Перемога  | 3.   | 26 вересня 2010 | Алжир (місто), Алжир | Ґрунт    | Зузана Лінгова     | 6–1, 6–4           |
| Поразка   | 3.   | 3 жовтня 2010   | Алжир, Алжир         | Ґрунт    | Марселла Кук       | 4–6, 4–6           |
| Поразка   | 4.   | 10 жовтня 2010  | Алжир, Алжир         | Ґрунт    | Сільвія Нджирич    | 6–3, 3–6, 1–6      |
| Поразка   | 5.   | 16 липня 2011   | Танжер, Марокко      | Ґрунт    | Хімена Ермосо      | 1–6, 6–7(5–7)      |

### Парний розряд: 18 (12–6)
| Результат | Ранг | Дата            | Турнір                                 | Покриття | Партнерка          | Суперниці                             | Рахунок           |
| --------- | ---- | --------------- | -------------------------------------- | -------- | ------------------ | ------------------------------------- | ----------------- |
| Перемога  | 1.   | 23 березня 2008 | Аїн Сохна, Єгипет                      | Ґрунт    | Фатіма Ан-Набхані  | Yelyzaveta Rybakova Nadège Vergos     | 6–4, 6–4          |
| Поразка   | 1.   | 5 травня 2008   | Вік (Іспанія), Іспанія                 | Ґрунт    | Анна Мовсісян      | Ліза Сабіно Бенедетта Давато          | 2–6, 2–6          |
| Перемога  | 2.   | 28 липня 2008   | Рабат, Марокко                         | Ґрунт    | Ліза Сабіно        | Софія Квацабая Августа Цибишева       | 6–0, 6–3          |
| Перемога  | 3.   | 11 серпня 2008  | Коксейде, Бельгія                      | Ґрунт    | Гейлі Еріксен      | Йосанне ван Беннеком Надеж Вергос     | 4–6, 6–3, [10–7]  |
| Перемога  | 4.   | 25 серпня 2008  | Ла-Марса, Туніс                        | Ґрунт    | Ліна Беннані       | Давінія Лоббінґер Мика Урбанчич       | 4–6, 6–4, [11–9]  |
| Перемога  | 5.   | 6 жовтня 2008   | Ешпіню, Португалія                     | Ґрунт    | Катаріна Феррейра  | Ліна Беннані Вероніка Домаґала        | 6–1, 6–3          |
| Поразка   | 2.   | 13 жовтня 2008  | Лісабон, Португалія                    | Ґрунт    | Катаріна Феррейра  | Ліна Беннані Вероніка Домаґала        | 5–7, 6–4, [9–11]  |
| Перемога  | 6.   | 20 жовтня 2008  | Віла-Реал-де-Санту-Антоніу, Португалія | Ґрунт    | Надя Лаламі        | Раффаелла Бінді Claire Lablans        | 6–4, 6–3          |
| Перемога  | 7.   | 11 лютого 2009  | Майорка, Іспанія                       | Ґрунт    | Ребека Боу Ногейро | Лусія Сайнс Летісія Костас            | 6–4, 6–1          |
| Перемога  | 8.   | 2 березня 2009  | Гіза, Єгипет                           | Ґрунт    | Оксана Калашникова | Марлот Медденс Bibiane Weijers        | 6–4, 6–2          |
| Перемога  | 9.   | 27 Лип 2009     | Рабат, Марокко                         | Ґрунт    | Ліза Сабіно        | Natasha Bredl Stephanie Hirsch        | 7–5, 6–1          |
| Поразка   | 3.   | 10 жовтня 2009  | Анталія, Туреччина                     | Ґрунт    | Магалі де Латтре   | Міхаела Бузернеску Катержина Ванькова | 1–6, 1–6          |
| Поразка   | 4.   | 1 лютого 2010   | Майорка, Іспанія                       | Ґрунт    | Надя Лаламі        | Вікторія Каменська Daria Kuchmina     | 5–7, 4–6          |
| Поразка   | 5.   | 28 серпня 2010  | Fleurus, Бельгія                       | Ґрунт    | Gally De Wael      | Дьяна Бузян Алізе Лім                 | 0–6, 3–6          |
| Перемога  | 10.  | 2 жовтня 2010   | Алжир, Алжир                           | Ґрунт    | Марселла Кук       | Khristina Kazimova Надя Лаламі        | 6–0, 6–1          |
| Перемога  | 11.  | 9 жовтня 2010   | Алжир, Алжир                           | Ґрунт    | Марселла Кук       | Sophie Cornerotte Jennifer Migan      | 6–4, 6–3          |
| Перемога  | 12.  | 15 липня 2011   | Tanger, Марокко                        | Ґрунт    | Анна Моргіна       | Anna Agamennone Linda Mair            | 3–6, 6–4, [10–6]  |
| Поразка   | 6.   | 5 квітня 2012   | Алжир, Алжир                           | Ґрунт    | Costanza Mecchi    | Alexandra Romanova Alina Wessel       | 6–4, 1–6, [10–12] |